# Radulochaete ceracea
Radulochaete ceracea é uma espécie de fungo pertencente à ordem Cantharellales.